# Oligosita longialata
Oligosita longialata är en stekelart som beskrevs av Lin 1994. Oligosita longialata ingår i släktet Oligosita och familjen hårstrimsteklar. Inga underarter finns listade i Catalogue of Life.